# Novopokrovka (Berezivka)
Novopokrovka (en ucraniano: Новопокровка) es un pueblo ucraniano perteneciente al óblast de Odesa. Situado en el suroeste del país, es parte del raión de Berezivka y parte del municipio (hromada) de Mikoláivka.

## Historia
Durante el Holodomor (1932-1933), murieron al menos cinco habitantes del pueblo

## Demografía
La evolución de la población de Novopokrovka entre 1989 y 2001 fue la siguiente:
| 138                                                           | 107 |
| (Fuente: Cities & Towns of Ukraine y UKRAINE: Größere Städte) |     |

Según el censo de 2001, la lengua materna de la mayoría de los habitantes, el 96,26%, es el ucraniano; y del 2,8% es el ruso.